# Pavlovskeola bicostata
Pavlovskeola bicostata är en kräftdjursart som beskrevs av Stella Vassilenko och Ludmila Tzareva 1990. Pavlovskeola bicostata ingår i släktet Pavlovskeola och familjen Nannastacidae. Inga underarter finns listade i Catalogue of Life.